# コモンサカタザメ
コモンサカタザメ（Rhinobatos hynnicephalus）は、サカタザメ科のエイの一種。北西太平洋に分布する。

## 形態
全長は最大53 cmで、サカタザメよりやや小型。体色は背面が灰褐色で暗色の輪紋が入り、腹面は白色。雄は全長38 - 40cm、雌は39 - 44cmで性成熟する。幼体は出生時全長16 cm。

## 生態
南日本から東シナ海にかけて分布し、沿岸部の砂泥底に生息する。魚やエビなどの底生生物を捕食する。卵胎生であり、夏に2 - 9尾の幼体を出産する。性比は1:1。

## 人との関わり
鰭はふかひれの材料になり、蒲鉾などの加工品にも使われる。